# Akihisa Ikeda
Pour les articles homonymes, voir Ikeda.
池田晃久
Œuvres principales
Première œuvre : Kiruto
Autres ouvrages :
- Rosario + Vampire

Akihisa Ikeda (池田晃久, Ikeda Akihisa) est un mangaka japonais né le 25 octobre 1976 dans la préfecture de Miyazaki. Il est notamment l'auteur du manga Rosario + Vampire.
Alors qu'il est à l'école primaire, il se destine déjà à une carrière de mangaka à la suite de la lecture du manga Phénix d'Osamu Tezuka. Au lycée, il intègre un club d'art où il s'exerce particulièrement à la peinture à l'huile.
Après le lycée, il part à Tokyo dans le but de devenir mangaka. De 1996 à 2000, il travaille comme assistant du mangaka Norihiro Yagi sur le manga Angel Densetsu.
En 2002, Il fait ses débuts de mangaka dans le magazine Monthly Shōnen Jump avec le manga Kiruto dont la publication se termine l'année suivante. En 2003, il commence la série Rosario + Vampire, une comédie scolaire fantastique, prépubliée dans le même magazine. Fort de son succès, la série connait une adaptation anime par le studio Gonzo (deux séries de treize épisodes) ainsi qu'une adaptation en jeux vidéo en 2008 elle est prépubliée dans un autre magazine, Jump Square, du même éditeur, Shueisha, une suite Rosario to Vampire Season II commence en 2006 jusqu’à 2014. En France, les deux saisons sont publiées par l'éditeur Tonkam.